# كيم جونغ نان
كيم جونغ نان (بالكورية: 김정난)‏ هي ممثلة كورية جنوبية. ولدت يوم 16 يوليو 1971 في سول في كوريا الجنوبية.

## روابط خارجية
- كيم جونغ-نان على موقع IMDb (الإنجليزية)
- كيم جونغ-نان على موقع قاعدة بيانات الفيلم (الإنجليزية)